# كلبهار خاتون الأولى
گُلبهار مكرمة خاتون (بالتركية: Gülbahar Mükrime Hatun) أو گُلبهار خاتون بنت عبدُ الله أو گُلبهار الأولى (حوالي سنة 1432–1492م)، هي الزوجة الأولى لسابع سلاطين بني عُثمان، مُحمَّد خان الثاني (الفاتح)، وأُم وليُّ عهده السلطان بايزيد الثاني، وقد حملت لقب «والدة السُلطان» طيلة أحد عشر سنة من حُكم السلطان بايزيد خان بن مُحمَّد الفاتح، من سنة 1481م حتّى سنة 1492م.
لا ينبغي الخلط بينها وبين ستي مكرمة خاتون (بالتركية: Sitti Mükrime Hatun) الزوجة الثالثة للسلطان مُحمَّد الفاتح.

## أصولها
يغلب الظن أنَّ أصولها أرناؤوطيَّة (ألبانيَّة)، وجاء في إحدى المخطوطات الوقفيَّة العُثمانيَّة لقبها الكامل على أنَّهُ: خاتون بنت عبدُ الله، مما يُفيد بأنَّ والدها كان من الألبان حديثي الدُخول في الإسلام، كما أُشير أنَّه كان من البكوات الأرناؤوط، وقد زوَّج ابنته بالسُلطان مُحمَّد الثاني سنة 1446م في مدينة مانيسا.

## سيرتها
كانت إحدى زوجات السُلطان مُحمَّد الفاتح، دخلت دار الحريم السُلطاني حوالي سنة 1446م، حيثُ مارست بعض النفوذ لتكتسب مركزًا مرموقًا داخله. اشتهرت بالذكاء والدهاء باعتبارها والدة ولي عهد قبل صعود ابنها إلى العرش، وعملت على الحد من نفوذ منافستها شيشك خاتون الزوجة الثالثة للسُلطان سالف الذِكر، ولمَّا تربَّع ابنها بايزيد اكتسبت لقب «والدة السُلطان» (لتكون بذلك آخر زوجة سُلطان تستخدم هذا اللقب، إذ أنَّ عائشة حفصة سُلطان التي تلتها كانت أوَّل من حمل لقب «السُلطانة الأم»)، وبقيت مُحتفظة بهذا اللقب طيلة أحد عشر (11) سنة بعد وفاة زوجها.

## أعمالها
لم يذكر في المكتبة التاريخية أن السلطانة گُلبهار خاتون قد بُني لها مسجد أو أي أعمال أخرى.

## وفاتها
ذُكر أنها توفيت بمرض سنة 1492م .

## في الثقافة
- أدَّت المُمثلة التُركيَّة شاهقة كولدأمير دور گُلبهار خاتون في فيلم سنة 2012م عن فتح القُسطنطينيَّة حامل عنوان «فتح 1453».
- في المسلسل التلفزيوني التاريخي التركي لعام 2024 محمد: سلطان الفتوحات، تم تصوير كلبهار خاتون من قبل الممثلة التركية إسيلا أوموت.